# Microtus umbrosus
Microtus umbrosus és una espècie de talpó. És endèmic d'Oaxaca (Mèxic). Els seus hàbitats naturals inclouen rouredes denses, boscos mixtos de pins i roures montans, selves nebuloses perennifòlies i selves de frondoses perennifòlies.